# Wasserburg Untermünkheim
Die Wasserburg Untermünkheim ist eine abgegangene Wasserburg bei der Gemeinde Untermünkheim im Landkreis Schwäbisch Hall in Baden-Württemberg.
Die Motte (Turmhügelburg) mit Keller wurde von den Herren von Münkheim vermutlich zur Überwachung einer Furt über den Kocher erbaut. 1216 wurde die Burg erwähnt und vor dem 15. Jahrhundert zerstört. 1564 wurde an der Stelle der Furt eine Brücke errichtet, zu dieser Zeit war die Burg bereits eine Ruine. Heute zeigt der Burgstall noch den Burghügel und Wassergräben.